# Jonathan Emanuel Rodríguez
Jonathan Emanuel Rodríguez (sinh ngày 7 tháng 6 năm 1990) là một cầu thủ bóng đá người Argentina thi đấu cho Botoșani ở vị trí tiền vệ.